# Void Linux
Void Linux ist eine Linux-Distribution, die im Unterschied zu vielen anderen nicht als Abspaltung begann oder auf die Paketsammlungen anderer Distributionen zurückgreift. Sie wurde 2008 von Juan RP, einem ehemaligen NetBSD-Maintainer, ins Leben gerufen, um eine Testumgebung für seinen Paketmanager xbps zu erhalten. Bis 2020 wurde es von ihm und einer kleinen Entwicklergruppe weiterentwickelt und gepflegt. Juan RP zog sich im April 2020 nach projektinternen Meinungsverschiedenheiten aus dem Projekt zurück.
Dem Namen Void wird keine tiefere Bedeutung beigemessen, er entstand in Anspielung auf das gleichnamige Schlüsselwort der Programmiersprache C.

## Aufbau
Als init-System nutzt Void seit Juli 2014 runit und setzt sich damit von den meisten anderen Distributionen ab, die überwiegend systemd nutzen. Mit dracut wird auch für das initramfs auf eine ansonsten weniger verbreitete Lösung gesetzt. Als erste Linux-Distribution setzte Void standardmäßig TLS-Verschlüsselung mittels LibreSSL um, kehrte aus praktischen Gründen im März 2021 aber zu OpenSSL zurück.
Aufgrund des Veröffentlichungsmodells der Rolling Releases kann eine Void-Installation ständig aktuell gehalten werden; Aktualisierungen beziehen standardmäßig stets die neueste Paketversion. Das offizielle Projektarchiv für vorkompilierte Binärpakete wird primär in Finnland gehostet. Die Pakete der Distribution werden über GitHub verwaltet und können statt als Binärpaket auch per Skript selbst kompiliert werden. Dabei ist das Buildsystem so aufgebaut, dass dieses in einem isolierten Bereich ausführt und die anderen Pakete und Programme des Rechners nicht beeinflusst. Auch ist es möglich, Pakete für andere Zielplattformen zu erstellen.
Über flavours stehen die üblichen Desktop-Umgebungen wie Enlightenment, Cinnamon, Xfce, LXDE und LXQt in vorkonfigurierten Installationsmedien sowie ein Basis-System ohne grafische Oberfläche zum Download bereit; neben x64- und i686-Prozessoren wird eine Reihe von Einplatinencomputern mit auf der ARM-Architektur basierenden Prozessoren wie dem Raspberry Pi, ODROID-C2 sowie das BeagleBoard unterstützt.
Der Installer void-installer nutzt ein textbasiertes Interface (TUI). Als Standardshell für root ist die dash voreingestellt, die bash steht neben anderen Shells aber ebenfalls zur Verfügung.
Void Linux versteht sich als eine Distribution für erfahrene Nutzer und entspricht in der Konfiguration und dem Verhalten eher einem BSD-Derivat. So steht alternativ zu den Binärpaketen auf Basis der glibc auch eine Variante mit der alternativen musl-libc zur Verfügung.

## Rezeption
Laut Jesse Smith von DistroWatch bootet Void schnell, was Smith auf runit zurückführt. Smith bemängelt in dem Artikel vom April 2015 die spärliche Dokumentation. Anleitungen stehen in den traditionellen Manpages zur Verfügung. Zusätzlich werden in einem Wiki nutzerabhängige Themen dokumentiert. Enno Boland findet es beachtlich, dass die Distribution keine eigene Infrastruktur hat, sondern die Entwicklung auf GitHub und IRC stattfindet. Ein Beitrag auf cupoflinux.com mit detaillierter Illustration einer dialoggeführten Installation lobt die Distribution für ihre Vielfältigkeit bzgl. Binärpakete und Sources, sowie die Freiheit, das System ganz nach Anwendungszweck aufbauen zu können – und dabei mit runit und xbps nah an Unix zu bleiben. Eivind Uggedal nutzt Void auf zahlreichen Geräten und demonstriert dies mittels praktischen Installationshilfen auf Kommandozeilenebene, z. B. für das ThinkPad Carbon X1. Open Hub stuft das Projekt als eines mit sehr hoher Aktivität und einem sehr großen Entwicklungsteam ein.